# 渡辺健 (俳優)
渡辺 健（わたなべ たけし、1971年6月28日 - ）は、日本の男性俳優。身長180cm。以前はリコモーション東京、株式会社クィーンビーに所属していた。

## 出演作品

### テレビドラマ
- ツインズ教師 第4話（1993年5月3日、テレビ朝日）
- 連続テレビ小説（NHK）
  - 走らんか!（1995年10月2日 - 1996年3月30日）
  - ファイト 第138話（2005年3月28日 - 10月1日）
- フェイス 第3話（1997年7月15日、フジテレビ）
- はぐれ刑事純情派 第12シリーズ 第5話（1999年4月28日、テレビ朝日） - 本山俊之 役
- 賭事女王 第16話、第19話、第20話（1999年10月11日 - 2000年3月27日、フジテレビ）
  - 賭事女王 特別編（1999年12月20日、フジテレビ）
- OLヴィジュアル系 Visual Battle1〜Visual Battle3（2000年7月8日 - 22日、テレビ朝日）
- ストレートニュース 第9話（2000年10月11日 - 12月13日、日本テレビ）
- 私を旅館に連れてって 第1話（2001年4月11日、フジテレビ）
- スタアの恋 第2話（2001年10月18日、フジテレビ）
- 太陽の季節 最終話（2002年9月15日、TBS）
- 19borders 第17話、第22話（2004年10月03日 - 2005年09月18日、BS日テレ、他系列以外など全国20局以上）
- 理想の生活 第9話（2005年10月10日 - 11月10日、NHK）
- 有閑倶楽部 第1話（2007年10月16日、日本テレビ）
- デビルシャドー 第2話 - 第12話 ※第2話は写真のみ、クレジット無し、第3話、第4話は写真のみ（2007年1月） - 鬼頭真澄 役
- FとPに挟まれたN、朝本武の場合（2010年11月5日、NHK BS-hi）
- SPEC〜警視庁公安部公安第五課 未詳事件特別対策係事件簿〜 第7話（2010年10月8日 - 12月17日、TBS）
- 犬を飼うということ〜スカイと我が家の180日〜 第5話（2011年5月5日、テレビ朝日）
- マジすか学園2 第2話（2011年4月22日、テレビ東京）
- 江〜姫たちの戦国〜（2011年1月9日 - 11月27日、NHK）
  - 江〜姫たちの戦国〜 総集編 第二章（2011年12月29日、NHK）
- 水曜ミステリー9 偽証法廷（2012年4月4日、テレビ東京）
- ボーイズ・オン・ザ・ラン 第4話（2012年07月27日、テレビ朝日）
- でたらめヒーロー 第2話、第3話（2013年4月11日、4月18日、日本テレビ）
- 孤独のグルメ Season3 第6話（2013年8月14日、テレビ東京） - 山源店員・お父さん 役

### 映画
- 郡上一揆（2000年9月21日 監督・製作：神山征二郎、映画「郡上一揆」製作委員会） - 三郎左衛門 役
- Rodeo Drive ロデオドライブ（2003年6月14日 監督：加納周典、ケイエスエス）
- tokyo cowboy（2006年）※香港映画
- 怪物くん（2011年11月26日 監督：中村義洋、東宝）
- CMタイム（2012年11月10日 監督・脚本：久保田誠二、トリプルアップ）
- 会津侍若松っつん（2013年7月1日 - 2014年6月末日、脚本：TEAM QueenB ワーナー・マイカル・シネマズ）

### オリジナルビデオ
- 練鑑ブラザーズ ゲッタマネー!（2001年01月 監督・原案：柏原寛司） - 矢沢 役

### 舞台
- 道雪
- 文豪すてぃんぐ
- モンスターハウス
- 真夜中の羊たち（1998年）
- Company member（1998年）
- ラストフランケン（2002年）
- 夏のしずく（2002年）
- 新宿ブルースナイト07（2007年）
- 元禄侍顛末記（2012）
- SHINGEN〜風林火山落日〜（2012年3月14日）
- 吉祥寺シアター公演「The Devil of the 6th Heaven」THE☆JACABAL′Sプロデュース（2013年8月14日 - 18日）

### テレビ番組
- シャキーン!

### テレビアニメ
1998年
- こちら葛飾区亀有公園前派出所（強盗犯、ジャッカル）
- ビーストウォーズII 超生命体トランスフォーマー（1998年 - 1999年、B・B / マックスビー[3]、ビッグモス）

### 劇場アニメ
1998年
- ビーストウォーズII 超生命体トランスフォーマー ライオコンボイ危機一髪!（マックスビー、ビッグモス[4]）

2012年
- 劇場版 TIGER & BUNNY -The Beginning-（父親）

### ゲーム
1996年
- サムライスピリッツ 天草降臨（花諷院骸羅）

1997年
- 真説サムライスピリッツ 武士道烈伝（花諷院骸羅）

1998年
- SAMURAI SPIRITS 2 アスラ斬魔伝（柳生磐馬、カラクリ磐馬）

2003年
- サムライスピリッツ零（花諷院骸羅）

2004年
- サムライスピリッツ零SPECIAL（花諷院骸羅）

2008年
- サムライスピリッツ 六番勝負（花諷院骸羅）※リメイクPS2版

### オーディオドラマ
2013年
- 劇場版 TIGER & BUNNY -The Beginning-（初回限定版）[Blu-ray]

### CM
- 積水ハウス
- ソニー / プレイステーション
- ベネッセコーポレーション / こどもチャレンジぶち
- 三井不動産
- 郵政省 / 満期貯金
- ライオン / 新中外胃腸薬
- ロート製薬 / パンシロントリム

### ドラマCD
- ドラマCD『侍魂-SAMURAI SPIRITS-』（柳生磐馬）

### CD
- サムライスピリッツ天草降臨
- 真説サムライスピリッツ武士道烈伝
- 侍魂-SAMURAI SPIRITS-
- 侍魂-SAMURAI SPIRITS- DRAMA CD
- SAMURAI SPIRITS 2 アスラ斬魔伝

### その他
- 出演動画　「THE THIRD」（2010年10月20日）